# Champions Trophy 1979
Il Champions Trophy 1979 è stata la 1ª edizione dell'omonima competizione europea di pallamano.
Si sono affrontate la squadra vincitrice della Coppa dei Campioni 1978-1979, ovvero i tedesco occidentali del Großwallstadt, e la squadra vincitrice della Coppa delle Coppe 1978-1979, ossia i connazionali del Gummersbach.
A conquistare il titolo è stato il Gummersbach che ha battuto per 14-9 il Grosswallstadt.

## Le squadre
| Squadre       | Qualificazione                                | Partecipazioni precedenti (il grassetto indica la vittoria) |
| ------------- | --------------------------------------------- | ----------------------------------------------------------- |
| Großwallstadt | Vincitrice della Coppa dei Campioni 1978-1979 | 0 (Esordiente)                                              |
| Gummersbach   | Vincitrice della Coppa delle Coppe 1978-1979  | 0 (Esordiente)                                              |

## Finale
| Dortmund 1979 | Großwallstadt | 9 – 14 | Gummersbach |  |